# Jean Raymond Fayolle
Pour les articles homonymes, voir Fayolle.
Jean Raymond Fayolle, né le 23 décembre 1746 à Saint-Paul-lès-Romans (département de la Drôme), mort le 7 mai 1822 à Grenoble, est un homme politique de la Révolution française. 

## Biographie
Son père, Raymond Fayolle, est notaire royal à Bourg-de-Péage, et sa mère est Magdeleine Royannès. 

### Mandat à la Convention
La monarchie constitutionnelle mise en application par la constitution de 1791 prend fin à l'issue de la journée du 10 août 1792 : les bataillons de fédérés bretons et marseillais et les insurgés des faubourgs de Paris prennent le palais des Tuileries. Louis XVI est suspendu et incarcéré avec sa famille à la tour du Temple. 
En septembre 1792, Jean Raymond Fayolle, alors accusateur public, est élu député du département de la Drôme, le neuvième et dernier, à la Convention nationale.
Il siège sur les bancs de la Gironde. Lors du procès de Louis XVI, il vote « la détention, et le bannissement à la paix », rejette l'appel au peuple mais se prononce en faveur du sursis à l'exécution de la peine. Le 13 avril 1793, il vote en faveur de la mise en accusation de Jean-Paul Marat. Le 28 mai, il vote en faveur du rétablissement de la Commission des Douze. 
Le 3 octobre 1793, après le rapport de Jean-Pierre-André Amar (député de l'Isère), membre du Comité de sûreté générale, Jean Raymond Fayolle fait partie des députés décrétés d'arrestation pour avoir signé la protestation contre les journées du 31 mai et du 2 juin. Lui et les autres députés décrétés d'arrestation sont libérés et réintégrés à leur poste le 18 frimaire an III (le 8 décembre 1794). 
Le 14 germinal an III (le 3 avril 1795), aux côtés de Jean Dominique Blanqui (député des Alpes-Maritimes), de Joseph-Henri Lacombe (député de l'Aveyron) et de Jacques Périès (député de l'Aude), il est envoyé en mission dans les départements pour y assurer la réparation des routes. 

### Du mandat aux Cinq-Cents à la Restauration
Sous le Directoire, en vendémiaire an IV (octobre 1795), Jean Raymond Fayolle est réélu député de la Drôme et siège au Conseil des Cinq-Cents. Il est tiré au sort pour quitter le Conseil le 1er prairial an VI (le 20 mai 1798). 
Jean Raymond Fayolle est initialement compris dans les arrestations successives au coup d’État du 18 fructidor an V (4 septembre 1797) mais il est libéré peu après et achève son mandat de député. 
Le 12 prairial an VIII, le gouvernement consulaire le nomma juge au tribunal d'appel de Grenoble ; ces fonctions se transformèrent, le 17 avril 1811, en celles, analogues, de conseiller à la cour impériale.
Fayolle est reçu chevalier de la Légion d'honneur le 25 prairial an XII (le 14 juin 1804). Il prête serment à Louis XVIII le 10 janvier 1817. 
Jean Raymond Fayolle meurt le 7 mai 1822 à Grenoble dans son domicile de la Grande Rue. 

## Mandats
- 10 septembre 1792 - 26 octobre 1795 : Drôme - Gironde
- 14 octobre 1795 - 20 mai 1798 : Drôme - Modérés

## Travaux législatifs
- Jean Raymond Fayolle, Convention nationale. Opinion de Fayolle,... sur le projet de révision des jugements rendus par les tribunaux révolutionnaires...], Paris, Impr. nationale, an iii, 6 p. (BNF 30423958)
- Jean Raymond Fayolle, Convention nationale. Réflexions sur les fêtes décadaires, par Fayolle,..., Paris, Impr. nationale, an iii, 4 p. (BNF 30423957)
- Jean Raymond Fayolle, Convention nationale. Compte de recette et de dépense du représentant du peuple Fayolle, pendant sa mission dans les départemens de l'Ain, Mont-Blanc, Isère, Drôme, Hautes-Alpes et Ardèche, pour y surveiller la réparation des routes... [18 fructidor an III.], Paris, Impr. nationale, an iii, 3 p. (BNF 30423959)
- Jean Raymond Fayolle, Corps législatif. Conseil des Cinq-Cents. Rapport fait par Fayolle, au nom de la Commission chargée d'examiner la réclamation du citoyen Soulié, notaire public à Vabre... Séance du 2 floréal de l'an IV, Paris, Impr. nationale, an iv, 11 p. (BNF 30423960)

## Distinctions
- Chevalier de la Légion d'honneur (14 juin 1804)